# Musi Khan
Musi Khan (a vegades Musa Khan) fou un suposat kan de Khivà. Hauria estat proclamat vers el 1704 i era un possible descendent d'Abu l-Ghazi Bahadur Khan, potser un besnet. Era kan dels aralians.
Fou mort pels khivans vers el 1706. Va deixar dos fills que van fugir a Bukharà; el gran, que anomenen "Arab Shah" Sultan però el nom autèntic no es coneix, fou designat vers 1707 com a kan de Balkh per Muhammad Ubaidullah I o per Abu l-Faiz Muhammad Khan, en circumstàncies desconegudes, si bé hauria succeït a Mekim Khan (germà de Ubaidullah I i de Abu l-Faiz) que potser ra un perill per la successió del segon. El segon fill fou Timur Sultan, pretendent al tron de Khivà vers 1723-1726 en oposició a Shir Ghazi Khan.